# Johann Gregor Memhardt
Johann Gregor Memhardt o Memhard (Linz, 1607 – Berlín, 1678) fue un maestro de obras, arquitecto y político.
Memhardt emigró de Linz a los Países Bajos en 1622, donde probablemente aprendió el arte de la fortificación. Sirvió como ingeniero militar con Jorge Guillermo I de Brandeburgo desde 1638 en adelante y en 1641 fue nombrado ingeniero de la corte. Bajo su liderazgo el Residenzschloss (Palacio Real) fue reparado y se construyó una capilla para la princesa de la corona Luisa Enriqueta. En el Lustgarden (Jardín del Placer) construyó una “Lusthaus” (Casa del Placer). Desde 1651, el Palacio de Oranienburgo y sus jardines fueron construidos según los planos de Memhardt, conocido por el plano de Berlín publicado en 1652.
En 1664, Memhardt se convirtió en el profesor de Federico I de Prusia y en 1669 se convirtió en el primer alcalde honorario.
La mayor parte de sus construcciones en Berlín fueron destruidos durante la Segunda Guerra Mundial. En 1920 se inauguró la calle Memhardstrasse en el destrito berlinés de Mitte.

## Plano de Memhardt

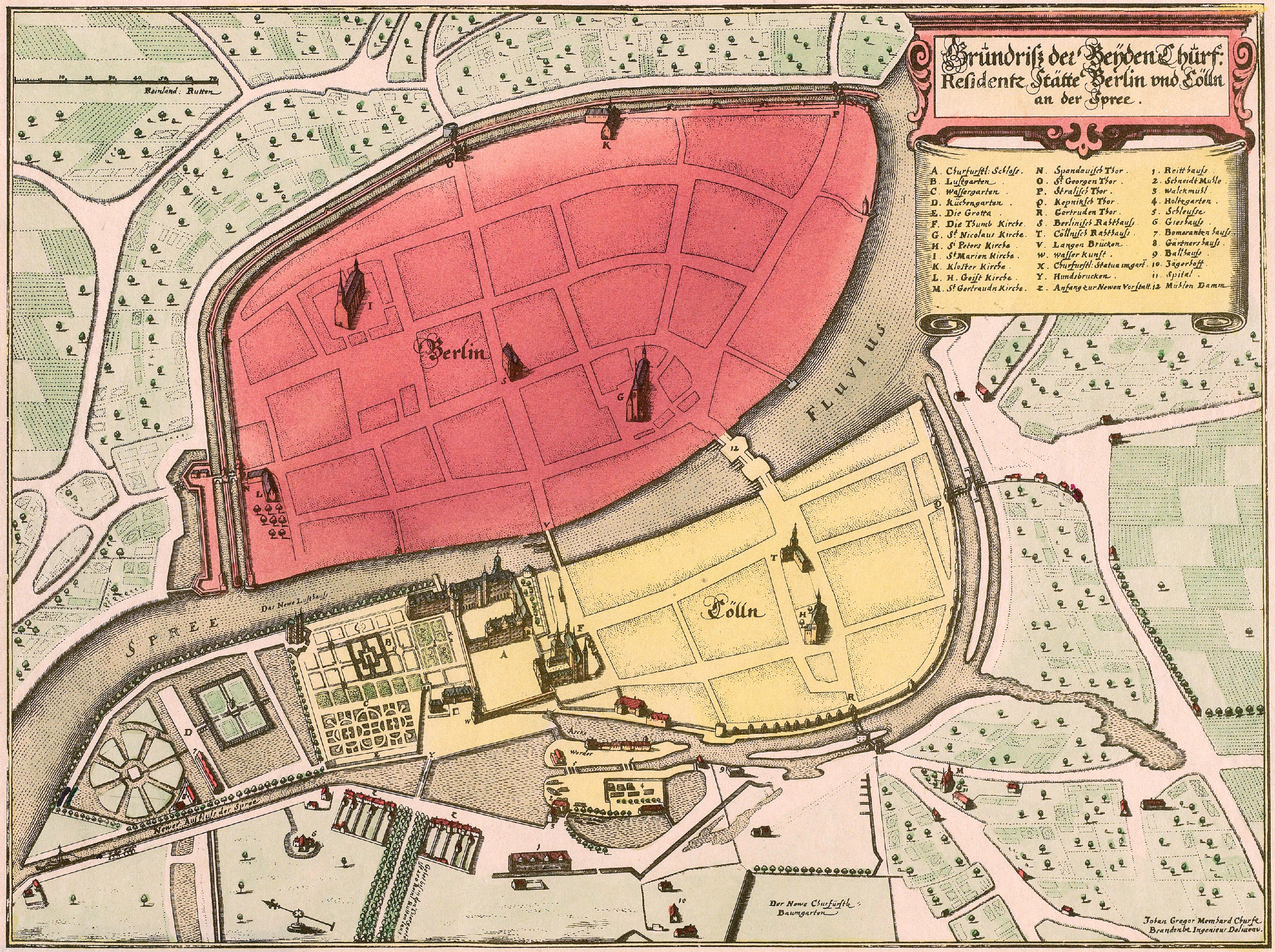
Carta de Memhardt, construcción, y carta para Berlín-Cölln, 1652

Se conoce como “Plano de Memhardt” al mapa más antiguo de las ciudades gemelas Berlín-Colln basado en las medidas de Memhardt y fue publicado en 1652 en el Zeillerischen Chronik. El término “mapa” para este plano es engañoso porque el estado de la ciudad se muestra parcialmente y se describen proyectos de construcción.

## Literatura
- Georg Galland: Der Grosse Kurfürst und Moritz von Nassau der Brasilianer. Studien zur Brandenburgischen und Holländischen Kunstgeschichte. Verlag von Heinrich Keller, Frankfurt am Main 1893 (userpage.fu-berlin.de (en alemán)).
- Dieter Hoffmann-Axthelm: Das Haus an der Hundebrücke. Geschichte des Berliner Kommandantenhauses und seiner Umgebung. Berlin Story, Berlín 2008, ISBN 978-3-929829-88-4.
- Uwe Kieling, Erika Schachinger: Memhardt, Johann Gregor. In: Neue Deutsche Biographie (NDB), v. 17, Duncker & Humblot, Berlín 1994, ISBN 3-428-00198-2, p. 28 f. (copia digitalizada (en alemán)).